# Duke of Buckingham and Chandos

Wappen der Dukes of Buckingham and Chandos

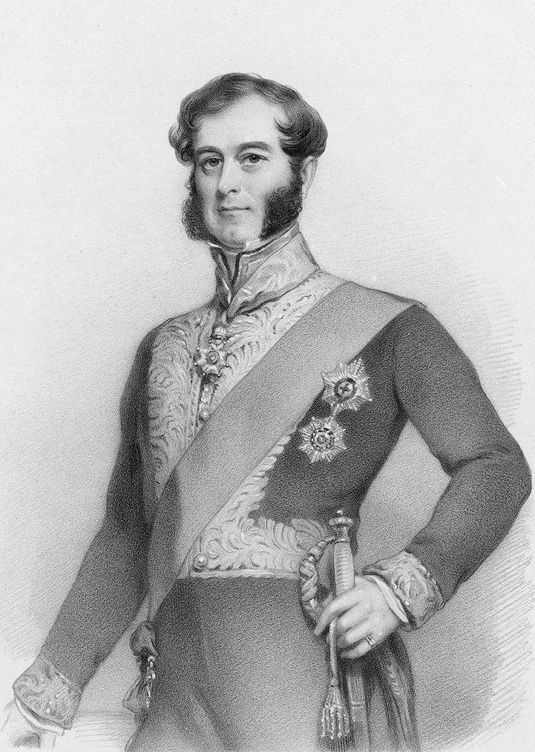
Richard Temple-Nugent-Brydges-Chandos-Grenville, 2. Duke of Buckingham and Chandos

Duke of Buckingham and Chandos war ein erblicher britischer Adelstitel in der Peerage of the United Kingdom.

## Verleihung
Der Titel wurde am 4. Februar 1822 für Richard Temple-Nugent-Brydges-Chandos-Grenville, 2. Marquess of Buckingham neu geschaffen. Zusammen mit dem Dukedom wurden ihm die nachgeordneten Titel Marquess of Chandos und Earl Temple of Stowe verliehen. 1813 hatte er zudem von seinem Vater die fortan nachgeordneten Titel 2. Marquess of Buckingham, 4. Earl Temple, 5. Viscount Cobham und 5. Baron Cobham geerbt.
Beim Tod seines Enkels, des 3. Dukes, am 26. März 1889, der keine männlichen Nachkommen hinterließ, fiel der Titel Earl Temple of Stowe aufgrund einer besonderen Erbregelung in weiblicher Linie an seinen Neffen William Temple-Gore-Langton als 4. Earl; die Titel Viscount Cobham und Baron Cobham fielen an seinen entfernten Verwandten Charles Lyttelton, 5. Baron Lyttelton als 8. Viscount; seine übrigen Titel erloschen.

## Liste der Dukes of Buckingham and Chandos (1822)
- Richard Temple-Nugent-Brydges-Chandos-Grenville, 1. Duke of Buckingham and Chandos (1776–1839)
- Richard Temple-Nugent-Brydges-Chandos-Grenville, 2. Duke of Buckingham and Chandos (1797–1861)
- Richard Temple-Nugent-Brydges-Chandos-Grenville, 3. Duke of Buckingham and Chandos (1823–1889)